# Суперкубок Англии по футболу 1992
Суперкубок Англии по футболу 1992 года (англ. 1992 FA Charity Shield) — 70-й розыгрыш Суперкубка Англии, ежегодного футбольного матча, в котором встречались победитель Первого дивизиона и обладатель Кубка Англии. Матч прошёл на стадионе «Уэмбли» в Лондоне 8 августа. В нём встретились «Лидс Юнайтед», чемпион Первого дивизиона в сезоне 1991/92, и «Ливерпуль», обладатель Кубка Англии 1992 года. Матч закончился победой «павлинов» со счётом 4:3, хет-триком отметился Эрик Кантона.

## Отчёт о матче
| Лидс Юнайтед                       | 4:3 | Ливерпуль                                    |
| ---------------------------------- | --- | -------------------------------------------- |
| - Кантона 26′ 77′ 87′ - Дориго 43′ |     | - Раш 34′ - Сондерс 65′ - Стракан 89′ (авт.) |

| Лидс Юнайтед | Ливерпуль |

| Регламент матча - 90 минут матча, без дополнительного времени. - По пять запасных с каждой стороны. - Максимум по три замены с каждой стороны. |